# Damora flavescens
Damora flavescens är en fjärilsart som beskrevs av Durand 1931. Damora flavescens ingår i släktet Damora och familjen praktfjärilar. Inga underarter finns listade i Catalogue of Life.